# Amisol
L'usine Amisol était une usine de filage et tissage d'amiante à Clermont-Ferrand, en France. Elle a ouvert ses portes en 1909 et fermé en 1974.
Son nom reste associé au conflit qui oppose les anciennes ouvrières et la direction de l'usine depuis la fermeture, autour de la santé et des conditions de travail. Il est avéré que les mauvaises conditions de travail ont causé de nombreuses victimes. 80 % des anciens d'Amisol ont ainsi obtenu la reconnaissance en maladie professionnelle.

## Production
L'usine Amisol fabriquait des matelas, des tresses et des bourrelets à base d'amiante. Ses principaux clients étaient de grandes entreprises comme Michelin, la SNCF, EDF et la Marine nationale.
Le personnel était majoritairement féminin. Les témoignages recueillis depuis la fermeture témoignent de conditions de travail très dangereuses : amiante entreposé en vrac, broyé sans aspiration, chargé et déplacé à la fourche, atmosphère tellement empoussiérée que la visibilité était de moins de trois mètres, présence d'autres matériaux toxiques comme le chlore, le benzène, le plomb. 
Cette situation était si dramatique que même la Chambre syndicale de l'amiante et le Syndicat de l'amiante-ciment, deux organisations patronales pourtant attachées à perpétuer l'utilisation de l'amiante, s'en sont émues dans un communiqué diffusé en 1976 dans les principaux journaux nationaux : "la direction d'Amisol à Clermont-Ferrand a fait montre depuis plusieurs années d'une attitude scandaleuse. La profession la condamne". 
Après la fermeture, les ouvrières et leurs soutiens dénoncent le mutisme voire le déni des risques par la médecine du travail dans l'entreprise, ainsi que le rôle de la direction dans le mouvement patronal qui cherche à maintenir l'usage de l'amiante sur le territoire français

## De la fermeture aux mobilisations sur la santé
La direction décide de fermer l'usine en 1974. Les ouvrières entament alors une mobilisation avec occupation de l'usine, en se centrant d'abord sur la revendication classique de l'emploi. Elles se rendent compte rapidement qu'elles ont été tenues dans l'ignorance des risques majeurs liés à l'amiante. En 1976, le collectif des ouvrières d'Amisol demande à rencontrer le toxicologue Henri Pézerat. Celui-ci vient de lancer avec ses collègues une mobilisation autour des risques liés à l'amiante à l'Université Jussieu où il est employé, et dans d'autres sites employant de l'amiante. Il les informe des dangers auxquels elles ont été exposées.
Le combat des anciennes d'Amisol se centre alors sur la question de la santé et des conditions de travail. Dans les trois décennies qui suivent, le collectif de Clermont-Ferrand devient l'un des fers de lance du mouvement français pour l'interdiction de l'amiante, la sanction pénale des responsables et l'indemnisation des victimes  .

## Actions civiles et pénales
En 1995, les anciennes d'Amisol créent le premier CAPER (Comité Amiante Prévenir et Réparer) et entament une série d'actions en faute inexcusable de l'employeur, dans le but de faire reconnaître la responsabilité de l'employeur devant un tribunal civil.
En 1996, dans le sillage de l'interdiction de l'amiante en France, d'anciennes ouvrières d'Amisol portent plainte au sujet de leur exposition à l'amiante dans leur travail avant 1974. Dans un contexte de difficile judiciarisation des questions liées à l'amiante, les ouvrières expriment également par ces plaintes "une demande de reconnaissance sociale d’une souffrance endurée et vécue en silence pendant plusieurs années".
En 1999, le dernier employeur, Claude Chopin, est mis en examen pour homicide et blessures involontaires (il avait assumé la direction de l'usine dans les six derniers mois de fonctionnement après la démission de son père, Maurice Chopin, directeur de 1966 à 1974).
Le 8 février 2013, la cour d'appel de Paris prononce un non-lieu dans l'affaire . Les ouvrières d'Amisol annoncent avoir déposé un pourvoi en cassation. Les ouvrières et leurs avocats contestent notamment l'idée reprise dans le jugement d'appel selon lequel les connaissances scientifiques des années 1970 ne permettaient pas à l'employeur de jauger la dangerosité de l'amiante .
En 2018, à l'invitation de l'Institut Syndical Européen sur les conditions de travail, Josette Roudaire intervient au Colloque, "Femmes - Santé - Travail". Le texte de son intervention est sur le site de l'ETUI sous le titre Mémoires de luttes : quelques constats et réflexions 